# Yalalé
Yalalé ist ein Dorf in der Landgemeinde Dargol in Niger.

## Geographie
Das von einem traditionellen Ortsvorsteher (chef traditionnel) geleitete Dorf befindet sich rund 22 Kilometer nordöstlich des Hauptorts Dargol der gleichnamigen Landgemeinde, die zum Departement Gothèye in der Region Tillabéri gehört. Zu den Siedlungen in der näheren Umgebung von Yalalé zählt Wagani Bangou im Osten.
Yalalé ist Teil der Übergangszone zwischen Sahel und Sudan. Die durchschnittliche jährliche Niederschlagsmenge beträgt hier zwischen 400 und 500 mm. Nördlich des Dorfes erstreckt sich ein 500 Hektar großer permanenter See, die Mare de Yalalé.

## Geschichte
Das Eindringen bewaffneter Gruppen in die Grenzregion zu Burkina Faso sorgte 2020 für eine schlechte Sicherheitslage. Die islamistischen Gruppen verübten Mordanschläge, stahlen Vieh, hoben die Zakāt ein und zwangen Frauen zum Tragen des Hidschāb. Infolgedessen flüchteten am 14. und 17. April 2021 mehrere Dutzend Haushalte aus Yalalé, Nabolé, Waraw und weiteren Siedlungen in der Gegend unter anderem in den Departementshauptort Gothèye.

## Bevölkerung
Bei der Volkszählung 2012 hatte Yalalé 1217 Einwohner, die in 129 Haushalten lebten. Bei der Volkszählung 2001 betrug die Einwohnerzahl 759 in 93 Haushalten

## Wirtschaft und Infrastruktur
Es gibt eine Schule im Dorf.